# Geomantis larvoides
Geomantis larvoides Pantel, 1896 è una mantide diffusa nei paesi del bacino del Mediterraneo.

## Descrizione
È una specie attera in cui entrambi i sessi sono privi di ali: tale carattere consente facilmente di distinguerla dalle gran parte dei mantoidei presenti in Italia. Non supera i 2,5 cm di lunghezza. La parte posteriore della testa presenta un tubercolo in prossimità di ciascun occhio. 

## Distribuzione e habitat
È presente, anche se non molto comune, in tutto il bacino del Mediterraneo:Europa meridionale, dal Portogallo sino alla Grecia, Asia Minore e Medio Oriente e Nord Africa .
In Italia è rara al nord, più comune nelle regioni centromeridionali e nelle isole.
Predilige i terreni soleggiati con scarsa vegetazione.

## Biologia
È una specie terricola, che si muove agilmente sul terreno, predando piccoli insetti.